# Kidapawan
Kidapawan is de hoofdstad van de Filipijnse provincie Cotabato op het eiland Mindanao. Bij de laatste census in 2007 had de stad bijna 118 duizend inwoners.

## Geografie

### Bestuurlijk indeling

Stadhuis van Kidapawan (2013)

Kidapawan is onderverdeeld in de volgende 40 barangays:
| - Amas - Amazion - Balabag - Balindog - Benoligan - Berada - Gayola - Ginatilan - Ilomavis - Indangan - Junction - Kalaisan - Kalasuyan - Katipunan | - Lanao - Linangcob - Luvimin - Macabolig - Malinan - Manongol - Marbel - Mateo - Meochao - Mua-an - New Bohol - Nuangan - Onica | - Paco - Patadon - Perez - Poblacion - San Isidro - San Roque - Santo Niño - Sibawan - Sikitan - Singao - Sudapin - Sumbao - Magsaysay |

## Demografie
Kidapawan had bij de census van 2007 een inwoneraantal van 117.610 mensen. Dit zijn 16.405 mensen (16,2%) meer dan bij de vorige census van 2000. De gemiddelde jaarlijkse groei komt daarmee uit op 2,09%, hetgeen hoger is dan het landelijk jaarlijks gemiddelde over deze periode (2,04%). Vergeleken met de census van 1995 is het aantal mensen met 29.852 (34,0%) toegenomen.
De bevolkingsdichtheid van Kidapawan was ten tijde van de laatste census, met 117.610 inwoners op 358,47 km², 328,1 mensen per km².
Alamada · Aleosan · Antipas · Arakan · Banisilan · Carmen · Kabacan · Kidapawan · Libungan · Magpet · Makilala · Matalam · Midsayap · M'lang · Pigkawayan · Pikit · President Roxas · Tulunan